# Strigamia fulva
Strigamia fulva är en mångfotingart som beskrevs av Abram Sager 1856. Strigamia fulva ingår i släktet Strigamia och familjen spoljordkrypare. Inga underarter finns listade i Catalogue of Life.